# Assassin's Creed: Revelations
Assassin's Creed: Revelations é um jogo eletrônico da franquia Assassin's Creed desenvolvido pela Ubisoft. Durante o jogo, os três protagonistas dos jogos anteriores da franquia serão apresentados: Altaïr, Ezio e Desmond. O jogo foi lançado para PlayStation 3 e Xbox 360 no dia 15 de Novembro de 2011. Para Microsoft Windows o jogo foi lançado no dia 2 de Dezembro de 2011. Foi anunciado que seria o último jogo com o personagem Ezio Auditore da Firenze e o ultimo também na época do Renascimento.

## Sinopse
O jogo conta com todos os três personagens principais da série até agora: Altaïr ibn La-Ahad, Ezio Auditore da Firenze e Desmond Miles. O jogo se passa no ano de 1511 d.C., Ezio Auditore da Firenze, já em idade mais avançada, está em busca de segredos escondidos pelo seu lendário antepassado Altaïr em Masyaf, antigo lar dos assassinos. Após ser surpreendido pelos Templários, Ezio viaja até a capital do Império Otomano, Istanbul (Constantinopla), que está dividida em quatro distritos para encontrar misteriosas chaves escondidas pelo explorador Nicolau Polo (pai do também explorador Marco Polo), se estas chaves cairem nas mãos dos Templários, poderão destruir segredos de toda a humanidade.

## Enredo
Desmond ficou trancado na maquina Animus, lá ele encontra o Subject 16, que também ficou preso, no inicio do jogo, Desmond fica deslumbrado com o cenário em que acordou, e 16 e ele se encontram mas acabam discutindo após sua primeira fase do game, ele o faz lembrar dos acontecimentos anteriores do atual, incluindo acontecimentos da própria vida de Desmond. Na sua primeira fase com Ezio, você tem de descobrir onde estão as Chaves de Masyaf que abrem a porta da biblioteca de Altaïr, um lugar supostamente cheio de livros que seriam 'mais valiosos que todo o ouro do mundo'. Isso tudo acabava levando o jogador até a cidade de Constantinopla, ou Istambul. Em Istambul, Ezio encontra Yusuf, líder dos Assassinos na cidade. Então Ezio tem de trabalhar juntamente com os outros Assassinos para encontrar as Chaves de Masyaf e lutar contra os Templários.

## Inovações
O jogo introduz várias inovações como a Hookblade (Lâmina gancho), uma extensão curva da Hidden Blade (Lâmina) normal, que pode ser usada tanto como gancho (permitindo alcance maior e movimentos de combate novos) quanto como lâmina (arma de combate e de assassinato). O modo de treinamento de Assassin's Creed: Brotherhood não está presente, porém foi adicionado um sistema de minigames. O jogador pode jogar missões novamente, para alcançar 100% de sincronização (sistema de objetivos secundários) ou simplesmente por diversão. Novos modos de jogo multiplayer são introduzidos. Novas armaduras e armas são adicionadas. As mecânicas de jogo estilo "sandbox" de Brotherhood não são alteradas, e o jogo pode ser completado em pouco tempo, levando muitos fãs a denominar Revelations como continuação de Assassin's Creed II e Brotherhood, e  como uma história completamente nova e em uma cidade nova.